# تي-موبايل بيولس
تي-موبايل بيولس (بالإنجليزية: T-Mobile Pulse)‏ هو هاتف ذكي من هواوي يعمل بنظام أندرويد، تم طرحه في الأسواق في أكتوبر 2009.

## الخصائص
- نظام التشغيل: أندرويد
- الكاميرا الخلفية: 3.2 ميجابكسل
- الشاشة: إل سي دي 320 × 480
- الوزن: 135 غ (4.8 أونصة)
- المعالج: 768 ميجا هرتز